# Revista de Llengua i Dret
La Revista de Llengua i Dret (en anglès, Journal of Language and Law, abreviat com RLD), és una publicació científica fundada el 1983 i editada per l'Escola d'Administració Pública de Catalunya. Fa difusió de la recerca i el debat intel·lectual en els àmbits del llenguatge administratiu i jurídic, el dret lingüístic, la política lingüística i la sociolingüística, des d'un vessant multilingüe.
Des de la seva creació, la RLD ha aconseguit consolidar-se com una publicació destacada en els seus camps d'estudi, amb el reconeixement internacional en la base de dades Scopus amb un quartil 2, únic per a les revistes del seu ram als territoris de llengua catalana.

## Història
La Revista de Llengua i Dret va néixer el 1983, any en què s'aprova la Llei de normalització lingüística a Catalunya, moment, doncs, crucial per a la recuperació de la llengua catalana. Inicialment la Revista es va crear com un instrument científic, obert a les experiències històriques i internacionals, que exercís la funció de pont entre el món acadèmic i l'Administració pública i que contribuís a l'especialització d'un col·lectiu nombrós de persones en les disciplines que inclou. Enric Rebés i Solé, director de l'Escola d'Administració Pública de Catalunya, ens detalla quins eren els objectius fundacionals de la Revista en el seu editorial.
El primer Consell de Redacció (anomenat aleshores Consell de Direcció) estava format per onze reconeguts especialistes procedents de disciplines diverses: Carles Duarte i Montserrat n’era el director i Joan Ramon Solé i Durany, responsable de legislació lingüística a la Direcció General de Política Lingüística, el secretari. Els membres eren Antoni M. Badia i Margarit, Joan Coromines i Vigneaux, Josep Lluís Sagarra i Zacarini, Josep Maria Puig i Salellas, Aina Moll Marquès, Jesús Massip Fonollosa, Antoni Milian i Massana, catedràtic de Dret Administratiu de la Universitat Autònoma de Barcelona (UAB), Josep-Enric Rebés i Solé i Francesc Vallverdú i Canes.
Els primers números no diferenciaven entre àrees temàtiques. A partir del número 5 (juny del 1985) s’introdueix la distinció entre estudis de Llenguatge jurídic i administratiu, de Dret lingüístic i Política lingüística i sociolingüística.
A partir de l’any 1985, el Consell de Redacció va ampliar-se amb les incorporacions d’Àlex Alsina i Keith, catedràtic del Departament de Traducció i Ciències del Llenguatge de la UPF, Albert Bastardas i Boada, Lluís Jou i Mirabent, Pere Martí i Mainar, especialista en llenguatge administratiu, Antoni Mirambell i Abancó, catedràtic de Dret Civil de la UB, Oriol Oleart i Piquet, professor d’Història del Dret i de les Institucions a la UB, Lluís M. Puig i Olivé, Jaume Vernet i Llobet, catedràtic de Dret Constitucional de la Universitat Rovira i Virgili, Antoni Milian i Massana passa a ser-ne el secretari, fins a arribar a dinou membres l’any 1991.
A partir del 1993, en la presentació del núm. 19 i en commemoració del desè aniversari de la Revista, Carles Duarte i Montserrat, en la presentació hi afegeix un nou objectiu: defensar un nou model lingüístic que situï el català, l'èuscar i el gallec com a llengües oficials espanyoles, al costat del castellà, les quals han de poder ser usades en el marc de les institucions i organismes comuns de l'Estat, el qual reforci clarament en tots els àmbits l'ús d'aquestes llengües com a oficials i públiques.
L'any 2002 Antoni Milian i Massana n'assumeix la direcció. En aquesta etapa es redueix el Consell de Redacció de la Revista per fer-lo més operatiu, també es treballa per internacionalitzar-la i adaptar-la als criteris internacionals exigibles a les revistes científiques. El 2009, en motiu del 25è aniversari de la Revista Eva Pons, professora de Dret Constitucional de la UB i Jordi Argelaguet, professor de Ciència Política de la UAB, presenten un estudi aprofundit sobre els continguts de la Revista i s'incorporen, també, com a membres del Consell de Redacció.
L'any 2008 es crea un primer portal multilingüe i es digitalitza la Revista. Durant el període 2008-2012, l'EAPC publica la Revista tant en paper com en versió electrònica. Tal com s'expressa en la nota editorial del núm. 57. A partir del desembre del 2012, per tant, és substituït pel portal actual https://www.rld.cat, l’edició esdevé íntegrament digital i s’implanta el sistema de gestió de revistes electròniques Open Journal Systems (OJS), que implica un salt qualitatiu en la professionalització del procés editorial. En aquesta etapa s’incorporen al Consell de Redacció de la Revista Montserrat Serra, del Termcat, Joan Pujolar i Cos, professor d’Estudis d’Art i Humanitats de la UOC i Carles de Rosselló i Peralta, membre del CUSC de la Universitat de Barcelona.
L’any 2013 neix el Blog de la Revista de Llengua i Dret, amb l’objectiu de dotar-la d’una eina de gran utilitat per dinamitzar els continguts de la Revista, ampliar-ne la difusió i ser presents en els debats de més actualitat. Actualment, el blog està coordinat per Helena Torres Purroy, professora associada al Departament de Filologia Catalana i Comunicació de la Universitat de Lleida i membre del Consell de Redacció.
El 2016 Eva Pons n'assumeix la direcció. Pons havia començat a col·laborar amb la Revista l'any 1992 com a cronista de jurisprudència. Durant la seva direcció es fa èmfasi en l'aplicació dels estàndards internacionals de qualitat de les revistes científiques, i la Revista manté i millora les posicions en els rànquings, com ara la posició al segon quartil de la base de dades de Scopus i la categoria A del CARHUS Plus+. En aquesta etapa la Revista aprova el seu codi ètic per garantir l'ètica i la qualitat dels articles publicats. Es tracta del Codi ètic de les revistes científiques de l'Escola d'Administració Pública de Catalunya, un document marc que compromet tots els actors implicats: des de l'EAPC com a entitat editora fins al Consell de Redacció, els autors i els avaluadors dels estudis.
El 2022 Avel·lí Flors Mas, actualment professor de sociolingüistica al Departament de Filologia Catalana de la Universitat Rovira i Virgili, pren el relleu de la direcció de la revista. Des de principis de 2024 Mercè Almeida Falomir, responsable d'assessorament jurídic al Departament de Política Lingüística de la Generalitat de Catalunya, l'acompanya com a secretària editorial. Conformen la resta de membres del Consell de Redacció Anna Arnall Duch, Maria Ballester Cardell, Eva Codó Olsina, Ona Domènech Bagaria, Sergi Morales-Gálvez, Valeria Piergigli, Anna M. Pla Boix, Eva Pons Parera, Maite Puigdevall Serralvo, Sheila Queralt Estevez, Roser Serra i Albert, Josep Soler Carbonell i Helena Torres Purroy.
El juny de 2024 la Revista de Llengua i Dret va estrenar nou format amb la migració del sistema OJS 2 a OJS 3.3, una versió amb millors prestacions tant per als lectors com per als autors en l’ús i aprofitament de la plataforma. La Revista està indexada a l’Emerging Sources Citation Index (ESCI), a Scopus (Elsevier), compta amb el segell de qualitat 2024 de la Fundació Espanyola per a la Ciència i la Tecnologia (FECYT) i la màxima qualificació en el sistema de classificació de revistes acadèmiques CARHUS Plus+ 2025. El Scimago Journal & Country Rank (SJR) 2024 ha ubicat la Revista de Llengua i Dret en el segon quartil en les disciplines de lingüística i de dret.

## Seccions
La Revista també publica seccions monogràfiques amb l'objectiu de promoure una línia d'estudi concreta que aglutini contribucions des de diversos punts de vista per oferir una visió completa i exhaustiva de la matèria. Recentment s'ha publicat la Guia per a fer propostes de seccions monogràfiques. En són una mostra les seccions monogràfiques “Llengües i estatus. L'oficialitat importa?” (número 67), “De la traducció a la jurilingüística” (número 68), “20 anys de la Carta europea de les llengües regionals o minoritàries” (número 69), “La traducció i la interpretació jurídiques en serveis públics” (número 71) i "Llengua i educació" (número 75).

## Jornades
El 2008 es va celebrar els 25 anys de la Revista, amb una exposició retrospectiva a l'Escola d'Administració Pública de Catalunya i la Jornada 25è Aniversari de la Revista de Llengua i Dret on es va repassar l'evolució de la publicació en el marc de la temàtica de les tres seccions: El llenguatge administratiu i jurídic, El dret lingüístic i La política i la planificació lingüístiques i se'n va replantejar el futur. Els ponents, tots ells especialistes reputats en els àmbits respectius, varen ser: Heikki E. S. Mattila, Carles Duarte i Montserrat, Bruno de Witte, Antoni Milian Massana, Jacques Maurais i Albert Bastardas i Boada.
El 19 de setembre de 2018, en el marc de l'any Pompeu Fabra, es van connectar la llengua, el dret i les tecnologies, amb el lema “Fabra avui. El català, de llengua moderna a llengua digital”].
El 18 de setembre de 2019, en el marc de la commemoració del 40è aniversari del restabliment de l'EAPC, es va organitzar la jornada “40 anys de legislació lingüística: balanç i reptes de futur”, on es va analitzar i debatre l'evolució de la legislació lingüística des de cinc perspectives sectorials: l'ensenyament, l'ús institucional, el món socioeconòmic, els mitjans de comunicació i el sector audiovisual, i la toponímia.